# Microchirita involucrata
Microchirita involucrata là một loài thực vật có hoa trong họ Tai voi (Gesneriaceae). Loài này có ở Campuchia, Malaysia bán đảo (Kedah, Kelantan, Penang, Perak, Pahang), trung và nam Thái Lan; được William Grant Craib mô tả khoa học đầu tiên năm 1928 dưới danh pháp Chirita involucrata. Năm 2011, Yin Z. Wang chuyển nó sang chi Microchirita.